# Vitaldent
Vitaldent es una empresa española con sede en Pozuelo de Alarcón (Madrid) especializada en servicios odontológicos integrales.
Fundada en 1989, Vitaldent opera como una franquicia formada por una red de más 450 clínicas repartidas por España, Italia, Portugal y Polonia.
La red de la empresa emplea a más de 3500 profesionales sanitarios, entre odontólogos, estomatólogos, higienistas y auxiliares de clínica. Ofrece servicios de odontología integral así como todo tipo de especialidades: implantología, ortodoncia, estética dental, odontopediatría y odontología integral.

## Historia
La empresa abre su primera clínica en 1991 en Madrid. La marca «Vitaldent» es registrada en 1996.
En 2008, el dueño de la franquicia, el uruguayo Ernesto Colman, y otra persona clave de la empresa, hacen un plan de internacionalización de la empresa, para ello quieren vender una parte de las acciones de la empresa.
En octubre de 2016, se hace pública una inversión de los fondos JB Capital Markets e Intermediate Capital Group para hacerse con la compañía Vitaldent. La operación está valorada en 40 millones de euros, que los fondos inyectarán en el capital del grupo, valorado en 350 millones de euros.
En 2019, Advent International anuncia la compra de Vitaldent.
En septiembre de 2022, Vitadent es integrada al holding Donte Group.

## Polémicas

### Publicidad xenófoba
En enero de 2012, Vitaldent lanzó una campaña publicitaria, consistente en varios anuncios televisivos y llamada «Haz las paces con el dentista», basada en la presunción de que los pacientes sienten temor hacia él y con el objetivo de «cambiar esta percepción apostando por una comunicación que enseña que una nueva relación feliz entre paciente y dentista es posible», según una nota de prensa. La asociación de consumidores FACUA y el Consejo General de Colegios de Dentistas han afirmado que la campaña es xenófoba y discriminatoria. FACUA sostuvo que «en los spots se puede ver a dentistas de dudosa profesionalidad, en varios casos con acentos de distintos países latinoamericanos, en un ambiente sórdido que provoca el miedo en los usuarios hasta que éstos acaban huyendo», señalando además que «La nacionalidad no guarda ninguna relación con la calidad del servicio». Por su parte, la organización de dentistas afirmó además que la campaña es engañosa, ya que en ella «se puede entender que la rehabilitación protésica sobre implantes de carga inmediata se realiza en un solo día, cosa que no se ajusta a la realidad».
El hecho tuvo repercusión particularmente en Argentina, dado que uno de los anuncios muestra a un dentista con un claro acento rioplatense siendo despreciado por su paciente, quien recurre luego a Vitaldent.

### Caso Vitaldent
El 16 de febrero de 2016 en Madrid, fueron detenidos por organización criminal, blanqueo de capitales, apropiación indebida, estafa y fraude fiscal superior a los 10 millones de euros, al dueño de la franquicia, el uruguayo Ernesto Colman y otras 50 personas pertenecientes a la cúpula directiva de la empresa.